# Artica
Artica (Artika en euskera y de forma cooficial) es una localidad y un concejo del municipio de Berrioplano, Comunidad Foral de Navarra (España). La localidad está situada en la Merindad de Pamplona, en la Cuenca de Pamplona y a 5 km del centro de Pamplona, formando parte de su área metropolitana. Su población en 2014 fue de 4045 habitantes (INE)

## Geografía
Si bien el origen del pueblo se encuentra en las faldas del monte Ezcaba o San Cristóbal, su expansión abarca ahora una zona separada de ese núcleo por la Ronda de Pamplona (PA-30) y la vía del ferrocarril. Esa nueva zona, denominada Nuevo Artica, pertenece administrativamente al concejo, aunque se encuentre limitando con el barrio pamplonés de Buztintxuri. Además de los edificios residenciales, en el lugar se han proyectado diversos equipamientos deportivos, a los cuales será más sencillo el acceso cuando a la presente pasarela peatonal se le una la posibilidad de llegar desde el núcleo antiguo sin cruzar la vía del ferrocarril. Esta actuación está contemplada en el proyecto de traslado de la actual estación de RENFE, en el barrio de San Jorge, a su nueva ubicación en las cercanías de Zizur Mayor. 

### Localidades limítrofes
Artica limita al sur con Pamplona, al noroeste con Berriozar y al este con Ansoáin. 

### Barrios
Se distinguen dos núcleos de población: por un lado, el llamado pueblo viejo, situado a las faldas del monte Ezcaba; por otro, el denominado Nuevo Artica, situado en una llanura que se extiende hasta el barrio pamplonés de Buztintxuri.

## Historia

### Orígenes
En su término se recogió un útil pulimentado mezcla de objeto cortante y martillo o maza, fechado en la Edad del Bronce, aunque como población no ha tenido especial relevancia hasta la década de los 80 del siglo XX. Hasta entonces, Artica era un pueblo eminentemente agrícola y ganadero.

### Edad Media
Fue desde el siglo XI un lugar vinculado dominalmente a la mitra de Pamplona. El obispo asignó las rentas de la iglesia local a la enfermería de la catedral y al cabildo los molinos y la villa. Los Hospitalarios de San Juan de Jerusalén compraron una heredad en su término y tenían haciendas en el pueblo los conventos pamploneses de los Trinitarios Descalzos, Clarisas de Santa Engracia y Agustinos de San Pedro de Ribas, así como el Cabildo de San Nicolás.

### Edad Contemporánea
Guerra de la Independencia
Es especialmente significativa la lucha que, junto con otros pueblos de las inmediaciones, mantuvo contra los franceses en la Guerra de la Independencia (1813). Cabe destacar a Félix Sarasa, "Cholín", casado con Catalina Sarasa, de la casa Zolinenea de Artica, a cuya cabeza se puso precio. La represión fue muy dura. De Artica se llevaron a Francia a la segunda esposa de "Cholín", con sus cinco hijos. Los franceses en retirada saquearon el pueblo y se llevaron todo lo que pudieron. 
Guerra Civil

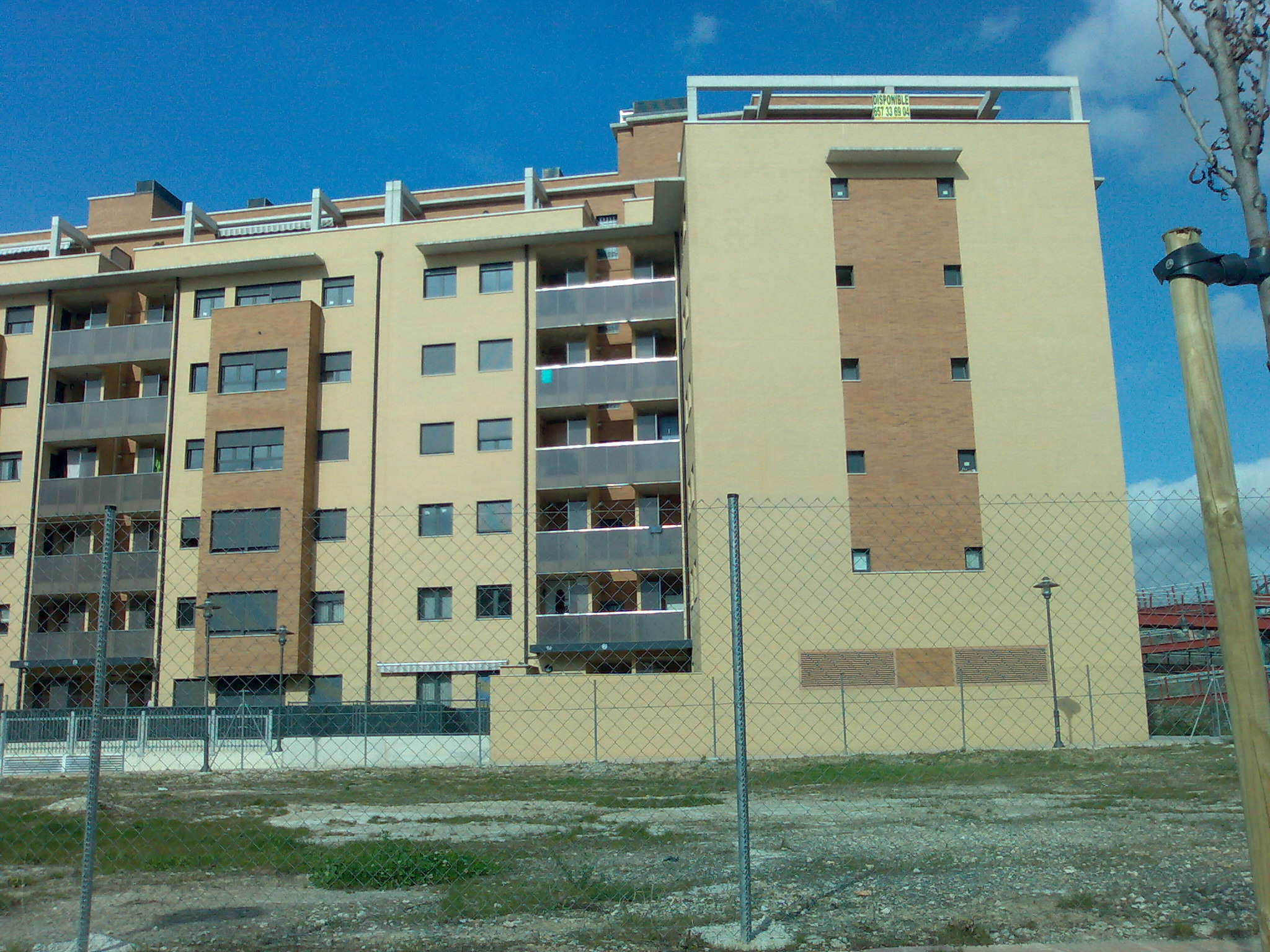
Viviendas de la urbanización Nuevo Artica.

Artica ocupa un papel importante en los libros de Historia de Navarra del siglo XX. No hay que olvidar que en la cima del Monte San Cristóbal se erige el Fuerte de Alfonso XII o Fuerte de San Cristóbal inicialmente diseñado para la defensa de Pamplona desde las alturas y transformado después en prisión militar. Por esa cercanía, el cementerio de Artica (como los de otros pueblos de la zona) acogió en los primeros años de la época franquista los restos mortales de los fallecidos en el fuerte. Una protesta de los ayuntamientos por el uso indebido de sus terrenos obligó al Ejército a construir su propio camposanto junto al propio Fuerte. Además, es conocido que en el término de Artica fueron asesinados presos que el 22 de mayo de 1938 protagonizaron una fuga masiva del fuerte. 
Espansión urbanística de finales del siglo XX y principios del XXI
Hacia 1987 comienza una primera expansión de Artica con la construcción de una nueva zona residencial, pegada al núcleo anterior (abarcando fundamentalmente las calles Mokamier, Nueva y Carretera al Fuerte), que hizo duplicarse la población. Con posterioridad, y en plena expansión urbanística de Pamplona, una nueva gran urbanización (calle Las Leras, Camino Viejo de Berriozar) hizo que el Concejo pasara de los alrededor de 80 vecinos empadronados al casi medio millar de ellos. En 2006 contaba con 514 habitantes, pero un aumento considerable de su población por las grande actuaciones urbanísticas que se llevaron a cabo, alejadas del centro de la población, hicieron que a 2009 la población totalizara 2.455 personas, y se duplicara en años posteriores hasta los 4.045 en 2014.
El núcleo original de Artica cuenta ya, sin embargo, con diversas dotaciones públicas. Su frontón, totalmente cubierto y con luz artificial, fue inaugurado en 1991, junto a una antigua pista de futbito que fue remodelada en 2006. La iglesia, consagrada a San Marcial, patrón del pueblo, se encuentra junto al edificio del Concejo. En lo que era la casa parroquial funcionó durante varios años una sociedad recreativa, de carácter fundamentalmente juvenil, denominada Artikagain. El arzobispado de Pamplona, propietario del inmueble, decidió finalmente retirar su autorización para este uso y, actualmente (2019) son los locales de catequesis de la parroquia. 
El 13 de noviembre de 2007 se inauguró la biblioteca pública de Artica-Berrioplano, situada en la primera planta de la Casa de Cultura "María de Maeztu", en Artica Viejo. Cuenta a 1 de septiembre de 2009 con casi 9000 volúmenes. El catálogo se puede consultar en Internet, en la página del Gobierno de Navarra (www.navarra.es), pulsando sobre el enlace a Bibliotecas Públicas y seleccionando el catálogo de Artica.

## Demografía
| 2000 | 2001 | 2002 | 2003 | 2004 | 2005 | 2006 | 2007  | 2008  | 2009  | 2010  | 2011  | 2012  | 2013  | 2014  |
| ---- | ---- | ---- | ---- | ---- | ---- | ---- | ----- | ----- | ----- | ----- | ----- | ----- | ----- | ----- |
| 417  | 447  | 465  | 487  | 499  | 485  | 765  | 1.163 | 1.739 | 2.274 | 2.659 | 3.130 | 3.672 | 3.974 | 4.045 |

## Administración
El gobierno y administración del concejo de Artica corresponde a al presidente del concejo y a la junta concejil.
Al ser Artica un concejo con más de 1000 habitantes la junta concejil está formada por 7 miembros: 6 vocales y el presidente del concejo.
Tanto el presidente como los 6 vocales de la junta concejil son elegidos directamente por los vecinos de Artica en las elecciones concejiles de Navarra que tienen lugar cada cuatro años coincidiendo con las elecciones municipales de toda España.
En la elección concejil de Artica de 2023 resultó elegido presidente del concejo por mayoría de votos el candidato de Plazaola Óscar Alonso Sádaba.
| Partido político   | Miembro                  | Cargo                  |
| ------------------ | ------------------------ | ---------------------- |
| Plazaola           | Óscar Alonso Sádaba      | Presidente del Concejo |
| Plazaola           | Amaya Lazcano Izurdiaga  | Vicepresidenta         |
| Partido Popular    | Cristina Recalde Vallejo | Concejante             |
| Vecinos por Artica | Rosa Blanco Gómez        | Concejante             |
| Vecinos por Artica | Iván Fernández Dean      | Concejante             |
| Plazaola           | Luis Olaberri Igartua    | Secretario             |
| Vecinos por Artica | Antonio Novoa Iraizoz    | Tesorero               |

## Transportes y comunicaciones
| Transporte Urbano Comarcal/Eskualdeko Hiri Garraioa |       |                                     |
| Inicio                                              | Línea | Fin                                 |
| Ayuntamiento/Udaletxea                              | 14    | Artica/Artika - Rochapea/Arrotxapea |
| Berriozar                                           | 17    | Mutilva/Mutiloa                     |
| Taxi de Pamplona/Taxi Iruñerria                     |       |                                     |
| Zona                                                | A     | A                                   |
| Estaciones                                          |       |                                     |

## Fiestas
Las fiestas de Artica, sin una fecha fija en el calendario, suelen celebrarse el segundo fin de semana de septiembre. Además de las consiguientes verbenas y actos populares, durante varios años se organizó una pequeña carrera ciclista para niños con la colaboración de la mencionada arriba Sociedad Artikagain. La idea, tras varias ediciones, fue aparcada.

## Deportes
La San Silvestre de Artica es una de las competiciones más importantes que se celebran en la localidad.